# Burggraben (Uetersen)

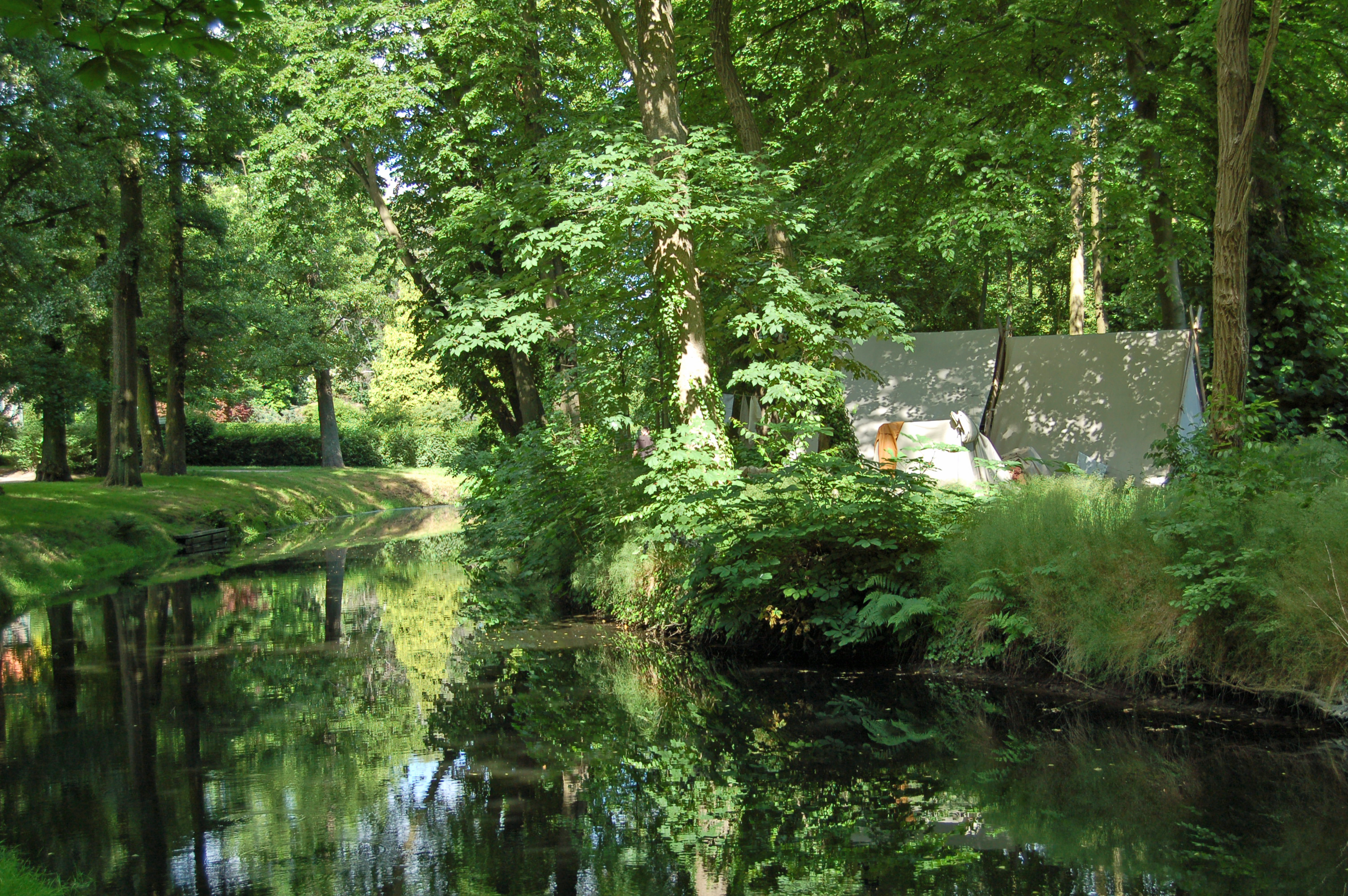
Der Burggraben mit historischen Marktständen

Der Burggraben  in Uetersen ist ein historisches Gewässer aus dem 12. Jahrhundert.
Der Burggraben umfloss als Wassergraben früher den einstigen Burgplatz des Klosterstifters Heinrich II. von Barmstede (ca. 1210–1240). Dieser errichtete in und bei Uetersen im 12. Jahrhundert zwei Burgen, wo er später seinen Wohnsitz hatte. Zudem stiftete er 1234 den Bau des Klosters Uetersen, das unter der Oberhoheit des Erzbistums Bremen stand. Ebendieser Heinrich II. gehörte zu den wichtigsten Männern unter Adolf IV., er trat in vielen gräflichen Urkunden der Zeit als einer der obersten Unterzeichner auf.
Bei der ehemaligen Niederungsburg handelte es sich vermutlich um eine Hauptburg, die von einem breiten Wassergraben (heute im Volksmund auch „Burggraben“ genannt) umgeben war und um eine Vorburg bzw. einen Wachturm der ebenfalls von einem Wassergraben (Bleichengraben) umgeben war. Erstmals wurde die Burganlage (Burggraben) um 1234 in einer Schenkungsurkunde von Heinrich II. von Barmstede erwähnt. Weitere Erwähnungen kommen in der Fundatio des Klosters Uetersen (Gründungsgeschichte des Klosters aus dem Jahr 1237) und der Otia Jersbecensia (1738) des königl. dän. Kanzleirath und Regierungs- und Obergerichtsadvocaten Jürgen Grube vor.
Der heutige, etwa 8–10 Meter breite Burggraben führt an der Klosterkirche entlang der Gustchen-Stolberg-Promenade bis zum im Jahre 1818 errichteten Vorwerk (Wohnungen für Klosterbedienstete, Remise und Pferdeställe sowie zwei Gefangenenzellen). Dort durchfließt er eine Zufahrt zum Kloster und führt weiter an einem von alten Kastanien überschatteten Weg bis an die Innenstadt von Uetersen.